# Проценки (Глобинский район)
Проценки (укр. Проценки) — село,
Святиловский сельский совет,
Глобинский район,
Полтавская область,
Украина.
Код КОАТУУ — 5320688104. Население по переписи 2001 года составляло 107 человек.
Село указано на трехверстовке Полтавской области. Военно-топографическая карта.1869 года как хутор Проценков.

## Географическое положение
Село Проценки находится на левом берегу реки Кривая Руда в месте слияния двух её русел,
выше по течению на расстоянии в 1 км расположено село Струтиновка,
ниже по течению на расстоянии в 1 км расположено село Кривая Руда.
Рядом проходит автомобильная дорога Н-08.